# Liste des radios en Nouvelle-Calédonie
Cet article dresse la liste des radios en Nouvelle-Calédonie, la Nouvelle-Calédonie étant un archipel d'Océanie situé dans l'océan Pacifique à 1 500 km à l'est de l'Australie et à 2 000 km au nord de la Nouvelle-Zélande. Elle est distante de la France métropolitaine de près de 17 000 kilomètres.

## Liste alphabétique
- Nouvelle-Calédonie 1re (Nouméa) : depuis 2010 ; Radio Nouméa Amateur de 1937 à 1944, La Voix de la France dans le Pacifique de 1944 à 1954, RFOM Radio-Nouméa de 1954 à 1955, SORAFOM Radio-Nouméa de 1955 à 1959, R.T.F. Radio-Nouméa de 1959 à 1964, O.R.T.F. Radio-Nouméa de 1964 à 1975, FR3 Nouvelle-Calédonie de 1975 à 1982, RFO Nouvelle-Calédonie de 1982 à 1999, Radio Nouvelle-Calédonie de 1999 à 2010
- NRJ Nouvelle-Calédonie (Nouméa) : depuis 1995 ; Nouméa Radio Jocker 2000 de 1984 à 1995
- Océane FM (Nouméa)
- Radio Djiido (Nouméa) : depuis 1985
- Radio Océane FM (Nouméa)
- Radio Rythme Bleu (Nouméa) : depuis 1985